# Personaggi de La piovra

## Corrado Cattani

Corrado Cattani in La piovra (1984)

Corrado Cattani è interpretato da Michele Placido. Sposato con Else, giovane pittrice di nazionalità francese che sarà poi uccisa in un agguato il cui obiettivo era lo stesso Corrado, e padre della piccola Paola, morta quattordicenne (in un incidente stradale) dopo esser stata rapita e violentata dalla mafia, Corrado assisterà alla morte dei suoi cari e dei suoi amici, ma nonostante ciò riuscirà a trovare la forza di reagire e otterrà grandi vittorie sulla Piovra, sfidando fino alla morte la criminalità organizzata. La data del suo assassinio citata nelle serie successive coincide con quella in cui è andata in onda la puntata conclusiva dell'ultima stagione in cui è protagonista: il 20 marzo 1989.
Nella prima miniserie, il commissario Cattani si trasferisce insieme alla moglie Else e alla figlia Paola in Sicilia, prendendo il posto del collega Marineo, assassinato dal boss e principale spacciatore della zona, Sante Cirinnà. Per incastrare quest'ultimo, Cattani sfrutta il sentimento che la giovane Titti Pecci Scialoja (legata al boss soprattutto perché quest'ultimo le procura la droga da cui è dipendente) prova nei suoi confronti. Alla fine però finirà per innamorarsi anche lui. A causa di questa relazione mette a dura prova il matrimonio già in crisi con Else. Il gruppo dei mafiosi guidati dall'avvocato Terrasini, per impedire che Cattani si spinga troppo in là con le indagini, fa rapire la piccola Paola. Corrado si trova così costretto a scendere a compromessi per la salvezza della figlia. La bambina verrà rilasciata, ma si scoprirà subito essere stata violentata durante il sequestro, per questo fortemente provata psicologicamente. Disperata inoltre nel vedere ormai definitivamente naufragato il matrimonio dei genitori, Paola finirà per morire.
Nella seconda miniserie, Cattani, disperato dopo la morte della figlia Paola, lascia la polizia. I suoi colleghi, che hanno scoperto la verità (alla quale lui era già giunto, ma che aveva taciuto per salvare la famiglia) vengono uccisi e Cattani decide così di tornare in Sicilia, dove riprende la sua lotta alla mafia, ancora più motivato dal desiderio di ottenere giustizia. Si separa dalla moglie Else, che torna in Francia, e comincia a indagare su un traffico d'armi con l'aiuto dell'infida ex nemica Olga Camastra. Il commissario, coinvolto in drammatici fatti di sangue, perde la moglie che tenta di salvarlo in una sparatoria. Colpito negli affetti più cari, ormai è un uomo solo, ma non demorde nella sua ricerca di verità e di giustizia.
Nella terza miniserie, Corrado Cattani cerca di riprendersi dopo la morte di sua figlia, trasferendosi a Milano e, grazie anche all'aiuto dell'abate Lovani, decide di ricominciare a combattere contro la criminalità organizzata. Tutto riparte dal rapimento di una bambina, figlia del banchiere Carlo Antinari. Coraggiosamente, Cattani la salva e manda in carcere il rapitore. Ovviamente il movente sta nel lavoro dell'onesto banchiere, che non si vuole piegare al ricatto di trafficanti di armi internazionali. Contestualmente si scopre che sia suo padre, il vecchio Nicola Antinari che il suo braccio destro, Dino Alessi, sono collusi con i trafficanti e vorrebbero mandare in porto l'affare, per riceverne in cambio enormi profitti e il salvamento della propria banca. Gli Antinari inoltre hanno una figlia maggiore giornalista, Giulia, che si innamora ricambiata del commissario e, collaborando alle sue indagini, viene quindi a scoprire che il padre Carlo è a suo discapito implicato in questa grande compravendita di armi. Il traffico viene sventato, ma Cattani paga cara la sua vittoria, perdendo per sempre Giulia.
Nella quarta miniserie, Cattani indaga sull'omicidio di Antonio Tindari, proprietario di un casinò. Le prove accumulate portano tutte a Salvatore Frolo che qualche anno prima ha perso moglie e figlia per mano di Tindari. Intanto Tano Cariddi, un uomo d'affari in collusione con la mafia, cerca di ottenere il controllo di un'importante compagnia di assicurazioni e vuol assicurarsi l'intoccabilità sposando Ester Rasi, figlia del presidente della compagnia. La ragazza è innamorata di Cattani, ma dopo il suicidio del padre in seguito al ricatto di Cariddi, decide di legarsi a colui che considera l'assassino del padre per scoprirne i segreti e potersi vendicare. Durante le indagini sui loschi affari del commercio di scorie radioattive, le cui fila sono tirate da Antonio Espinosa, Cattani conosce il giudice Silvia Conti, che s'innamora di lui. In seguito all'arresto di Cariddi, Cattani incontra Espinosa, il quale gli fa intendere il suo destino. Il giorno dopo, il 20 marzo 1989, Corrado viene assassinato, crivellato da 137 proiettili. Silvia giura di vendicarlo.

## Gaetano Cariddi
Gaetano "Tano" Cariddi è interpretato da Remo Girone. Nato in un piccolo comune della Sicilia occidentale, è figlio illegittimo del boss mafioso Pietro Favignana, il quale, poco dopo la sua nascita, uccide la madre Maria Cariddi e affida il bambino a Salvatore Mele, un bracciante mafioso locale. Tano cresce così nella fattoria del suo padre adottivo, e nel frattempo Favignana continua a tenerlo d'occhio. Fin da piccolo, pur essendo analfabeta, dà segni della sua intelligenza ed esprime il desiderio di studiare. Ad esaudirlo ci pensa il barone Francesco Altamura, che per ringraziarlo di aver messo in salvo suo figlio Paul (rapito precedentemente da Pietro per ricattare la famiglia più ricca della zona) decide di prendere in casa sua il giovane Tano.
Qui, Cariddi inizia ad appassionarsi di libri e diventa un vero genio soprattutto in matematica. Ma ancora una volta incombe su di lui la presenza del padre che stringendo un accordo con Altamura, lo riprende con sé. Tano impara così anche la violenza e le strategie mafiose. Conosce la nuova famiglia di Pietro, sua moglie Rosaria e la piccola Maria, ma ben presto si rende conto dei crimini commessi dal boss, tra cui quello della madre, e induce Rosaria a uccidere il marito. Si reca poi nuovamente dal barone Altamura e gli fa delle richieste: per sé stesso, la volontà di continuare a studiare e per la neonata sorella Maria un futuro in un istituto. Si trasferisce quindi in Inghilterra in un college privato dove, al fine di proseguire gli studi e garantirsi il futuro presso quel collegio, Tano studia tutti i giorni in biblioteca, anche di notte, senza mai concedersi un'amicizia, né una compagnia (confesserà ai membri della Cupola) e ciò è stato possibile perché ogni anno ha vinto l'unica borsa di studio messa a disposizione per gli studenti meno privilegiati.
Tornato in Sicilia presso le dipendenze del vecchio banchiere Nicola Antinari, per il quale sbriga l'attività di "faccendiere", si laurea brillantemente in economia e commercio presso l'Università degli Studi di Palermo, e ormai divenuto adulto, Tano vive a Taormina, a fianco del suo padrone sino alla morte di quest'ultimo. Ma dietro un'apparente "devozione" nei confronti del padrone, si nasconde una forte ambizione personale. Tano approfitta della complicata situazione familiare degli Antinari per trarne benefici, mostrandosi disposto anche a uccidere. Uno alla volta assiste alla distruzione di ogni singolo componente della ricca famiglia, fino a diventare direttore della "Banca Antinari". S'interessa poi a una compagnia di assicurazioni: ricatta il proprietario, Filippo Rasi, spingendolo con astuzia al suicidio, e poi sposa la figlia di questo, Ester. In una così grande scalata al potere, Tano stringerà alleanze con la mafia e con spietati affaristi come Antonio Espinosa, il barone Giovanni Linori e il prof. Ottavio Ramonte. Ma si farà anche molti nemici, tra cui il coraggioso commissario Corrado Cattani, l'ex poliziotto Davide Licata e la giudice Silvia Conti.
Ne La piovra 3 Tano Cariddi è l'uomo di fiducia del banchiere Nicola Antinari. Dietro un'incondizionata fedeltà al suo padrone si nasconde in realtà l'obiettivo di dare la scalata al potere, con il sostegno della mafia. Su ordine del vecchio Antinari, Tano uccide Dino Alessi, cinico direttore generale della banca, dopo che questi gli dice: «Hai l'animo del servo, non sarai mai padrone» e per aver spinto Carlo Antinari al suicidio. Successivamente ottiene dal boss U' Papa, l'approvazione a eliminare l'avvocato Terrasini, così da poter prendere il suo posto come finanziere della Cupola siciliana. Il commissario Corrado Cattani cerca di mettere in guardia Giulia Antinari, la sua donna, da Tano. La ragazza però, dopo la morte di tutti i suoi parenti, è costretta a fidarsi di Cariddi per la gestione della banca. Corrado dirà a Giulia riferendosi a Tano: «Non è un uomo, è un mostro!» e tuttavia, nonostante queste raccomandazioni, Giulia partirà con Tano e la sorellina Greta.
Ne La piovra 4, dopo la morte di Giulia Antinari, secondo la versione ufficiale, pare che in maniera del tutto "accidentale" sia finita in mare annegando, e gli unici superstiti, a bordo della barca sono la piccola Greta Antinari, sorella minore di Giulia, e il faccendiere Tano Cariddi. Alla morte di Giulia, Tano diventa il direttore della "Banca Antinari". Questa però non naviga in buone acque, e Tano è costretto a salvarla dall'orlo del fallimento. Intraprende così un'azione volta al riciclaggio dei proventi illeciti che la Cupola puntualmente gli affida. Tano vuole però diventare l'assoluto proprietario della banca e per questo cerca di adottare la piccola ereditiera Greta, e ormai unico membro rimasto della famiglia Antinari. Il commissario Corrado Cattani cerca di impedirglielo facendo in modo che Greta venga affidata all'onesto frate Bernardo. Così Tano prova la scalata al potere alleandosi con il velenoso "collezionista" e uomo d'affari Antonio Espinosa, per diventare il maggiore azionista di una compagnia di assicurazioni. Grazie alla merce di ricatto che gli fornisce Espinosa, Tano minaccia l'onesto direttore della compagnia, Filippo Rasi, e lo costringe a cedergli la mano della giovanissima figlia Ester, che sposa a seguito di un cosiddetto matrimonio di interesse. Ester, dopo il suicidio del padre, si finge innamorata di Tano e fornisce a Cattani le prove per sventare il diabolico piano criminoso che Tano sta architettando con Espinosa e con la Cupola, basato sul trasferimento di un treno carico di materiale radioattivo dalla Germania fino alla Sicilia: un affare che può far fruttare miliardi di lire. Scoperto il tradimento della moglie, della quale alla fine si è davvero innamorato, Tano viene colto da un'insolita rabbia e da un'irrefrenabile follia, che lo portano a perdere la maschera di freddo e insensibile uomo cinico orientato soltanto alla morbosa ricerca del potere e a uccidere la moglie, poco prima che Cattani possa arrestarlo.
Ne La piovra 5, in seguito al suo arresto per mano del commissario Cattani, che nel frattempo è stato ucciso, Tano Cariddi comincia a subire delle turbe psichiche (che da qua in poi lo accompagneranno fino agli estremi avvenimenti finali de La piovra 10) e viene trasferito dentro un manicomio criminale. La famiglia Linori però lo fa evadere e torna ad allearsi, stavolta in segreto e ben nascosto, con gli stessi Linori, e con i vecchi alleati, ovvero Antonio Espinosa e la Cupola siciliana, che tuttavia gli fa intendere che un eventuale nuovo fallimento potrebbe costargli la vita. I nuovi avversari di Cariddi sono l'ex poliziotto Dave Licata, in passato conosciuto come Davide Pardi e soprattutto la giudice Silvia Conti, che vuole vendicare la morte di Cattani. Tano rivede dopo molto tempo la sorella neurolabile Maria (con la quale pare condividere una certa instabilità mentale) e inizia a prendersi cura di lei. Inoltre è tormentato dai ricordi della moglie Ester Rasi, il suo unico punto debole che gli è costato caro. Dopo aver fallito nuovamente la scalata al potere, la Cupola vuole ucciderlo. Ricercato anche dalla polizia, Tano fugge in Africa.
Ne La piovra 6, Tano Cariddi trova rifugio in Africa, dove vive coperto da alcuni poliziotti locali corrotti, e versa cronicamente in uno stato di depressione, trascorrendo il suo tempo ad assumere alcoolici e a drogarsi con l'oppio. Viene trovato e arrestato da Davide Licata, che lo riporta in Italia, in gran segreto. La forte pressione del generale Alessio Amadei e soprattutto di Davide suscita in lui l'aspetto più "umano", tanto che Tano, per la prima volta, passa dalla parte della legge, divenendo un "collaboratore di giustizia". Si finge un banchiere, e con la sua astuzia e abilità riesce a ingannare alcuni pericolosi trafficanti di stupefacenti e a permettere ad Amadei, a Licata e alla giudice Silvia Conti di fermare il loro giro. Infine aiuta Davide a giungere sino al banchiere Stefan Litvak, facendoli incontrare; in cambio il poliziotto gli permette di fuggire assieme all'amata sorella Maria. Tano torna però indietro trovando a confronto Litvak e l'ormai moribondo Licata. Il banchiere gli promette il potere se esploderà il colpo di pistola rimasto contro Davide, ma Cariddi ferisce Litvak alla gamba, lo ammanetta e lascia il luogo assieme a Maria, dopo aver avvisato le forze dell'ordine.
Ne La piovra 7, Tano Cariddi - dopo aver assistito alla morte della sorella Maria, che soffriva di forti attacchi dovuti a squilibri mentali, e aver collaborato con i Servizi segreti - si rifugia in un castello abbandonato alle pendici dell'Etna. Appare ormai vecchio e tormentato dai ricordi del passato, ma ancora bramoso di potere e di rivalsa. Il professor Ottavio Ramonte, capo di una Lobby dal potere occulto, viene portato in tribunale dalla giudice Silvia Conti come mandante dell'omicidio del commissario Corrado Cattani. Ramonte incarica così un suo uomo di consegnare a Tano il suo archivio pieno di innumerevoli floppy, ognuno contraddistinto da un'etichetta che riporta l'anno e che contiene files e documenti riguardanti i crimini occulti e i punti deboli di molti personaggi importanti. Tano, che definisce quell'archivio "I fiori del male", decide di far seppellire il nuovo oggetto in suo possesso sotto la terra per poi disseppellirlo un giorno e iniziare una nuova era.
Ne La piovra 8, verso la fine degli anni '50, Tano Cariddi, detto "Tanuzzo", interpretato da Primo Reggiani,  è un adolescente di umilissime origini, e abita in una fattoria a Trettorri, in provincia di Siracusa (vista la vicinanza di Pantalica dove il piccolo Paul dovrebbe essere portato dalla masseria dove è rinchiuso per essere ucciso). Tano ha assistito da piccolo alla violenza e alla morte subita dalla madre, Maria Cariddi, costretta a prostituirsi da un mafioso locale, Pietro Favignana, padre naturale dello stesso Tano. Viene affidato alle cure di Salvatore Mele, un bracciante mafioso e successivamente, una volta adolescente, entra nelle simpatie del barone Francesco Altamura, nemico di Favignana. Infine, aiuta Rosaria Albanese, moglie di Pietro, a uccidere il malvagio padre, che si è macchiato, fra le altre cose, dell'omicidio del boss Don Calogero Albanese, padre di Rosaria. Con l'aiuto iniziale del barone Altamura, Tano si trasferisce all'estero e inizia a studiare in un college in Inghilterra, vincendo ogni anno una borsa di studio, e covando il momento in cui sarebbe diventato grande e avrebbe iniziato la sua scalata al potere, dapprima adottato dal banchiere Nicola Antinari.
Ne La piovra 10 Tano è sempre più vecchio e solo, e vive in un castello alle falde dell'Etna. Dopo l'assoluzione di Ottavio Ramonte nel processo-Cattani, Tano offre la sua alleanza all'anziano capo della loggia, facendo leva sull'archivio in suo possesso. Cariddi tuttavia non condivide né strategie né metodi di Ramonte e decide così di eliminarlo facendogli somministrare quotidianamente dosi di arsenico. Nel frattempo Tano fa rapire la giovane Giulia Mercuri, testimone dell'omicidio del medico Paolo Tripoli, un membro della loggia ribellatosi a Ramonte. Successivamente convoca gli uomini della Extrema Thule Nostra Salus per spiegare le strategie che intende adottare per arrivare al potere, affossando i metodi della mafia: difatti il piano di Tano è usare l'archivio di Ramonte per costringere i parlamentari a creare leggi a favore dello sviluppo di uno "stato-ombra" in Sicilia che funga da porto franco internazionale per affaristi legali e illegali che vi depositeranno tutti i loro capitali. Osservando da una telecamera la prigioniera Giulia (in cui rivede la moglie Ester e a cui renderà poi la libertà) Tano lascia trapelare il suo tormento interiore: ricorda la sofferenza della madre Maria, alla cui uccisione aveva assistito da bambino per colpa del padre, causa principale del suo risentimento verso il prossimo, e il tradimento di Ester, per il cui omicidio fu ritenuto non imputabile e internato. Il giudice Silvia Conti intanto scopre il suo nascondiglio e, prima che venga arrestato, Tano fugge fino alla bocca del cratere principale dell'Etna e si getta fra le fiamme magmatiche del vulcano, portandosi dietro l'archivio di testimonianze trentennali sui reati di tutti gli uomini di potere, e beffando così sia lo Stato sia i tentacoli della Piovra.
Tano Cariddi e ispirato al faccendiere, banchiere e criminale italiano Michele Sindona.

## Davide Licata
Davide Licata, pseudonimo di Davide Pardi, è interpretato dall'attore Vittorio Mezzogiorno. Licata compare ne La piovra 5 - Il cuore del problema e nella successiva La piovra 6 - L'ultimo segreto, dove è un ex poliziotto scappato negli Stati Uniti dopo che gli era stata uccisa la squadra negli anni '70. Nel 1990 ritorna in Sicilia per combattere la criminalità organizzata. Le sue indagini lo portarono a infiltrarsi in una famiglia mafiosa e da lì cominciò il suo percorso per scoprire gli intrecci di Cosa Nostra, che lo porteranno fino a Milano. Là subirà un attentato, rimanendo ferito da un colpo d'arma da fuoco alla testa, i medici lo salveranno ma con una prognosi di pochi mesi di vita. Licata morirà a Praga. Prima di morire fa scappare Tano e Maria Cariddi.

## Silvia Conti
Silvia Conti è interpretata da Patricia Millardet; è protagonista di cinque miniserie - quarta, quinta, sesta, settima e decima. Silvia è sposata con Ernesto, onesto professore universitario di scienze naturali e membro della commissione parlamentare antimafia, ucciso dall'organizzazione criminale. Dopo aver lasciato la procura, Silvia insieme all'uomo che ha sposato, Alfredo, chiede l'affidamento di Anna, una bambina sordomuta rimasta senza genitori. Donna astuta, intelligente e forte di carattere, di origine milanese, si sposta tra la Lombardia e la Sicilia per combattere la delinquenza mafiosa a fianco prima del commissario di polizia Corrado Cattani, assassinato poi dalla mafia, e poi dell'ex poliziotto Davide Licata, anch'egli ucciso in seguito dall'organizzazione criminale. Con entrambi vivrà una storia d'amore.

## Altri personaggi
- Raoul Bova interpreta due parti distinte:
  - il vicecommissario di polizia Gianni Breda, protagonista della settima miniserie.
  - il tenente e in seguito capitano dei carabinieri Carlo Arcuti, protagonista dall'ottava alla nona miniserie.
- Nicole Jamet: Else, pittrice francese, moglie di Corrado, da cui si separa. Dopo la morte della figlia Paola, per proteggere il marito da dei sicari muore uccisa in un attentato mafioso. Presente dalla prima alla seconda miniserie.
- Cariddi Nardulli: Paola Cattani, figlia di Corrado ed Else, sequestrata e violentata, il trauma subito la porterà a chiudersi in sé stessa per poi morire investita da una macchina. Presente dalla prima alla seconda miniserie.
- Barbara De Rossi: la marchesa Raffaella "Titti" Pecci Scialoia, ragazza eroinomane sotto ricatto di Cirinnà (assassino di sua madre e del suo amante), che s'innamora ricambiata di Cattani, morirà in circostanze mai del tutto chiarite, dopo essere stata ricoverata in una clinica psichiatrica dopo che Corrado era stato costretto da Cirinnà ad allontanarsi da lei. Presente nella prima miniserie.
- Angelo Infanti: Sante Cirinnà, mafioso e trafficante di droga è il primo nemico del commissario Cattani, responsabile dell'uccisione del commissario Marineo e della marchesa Eleonora Pecci Scialoia e, assieme a Terrasini, del sequestro di Paola Cattani, verrà poi assassinato in carcere per ordine di Laudeo. Presente nella prima miniserie.
- Flavio Bucci: don Manfredi Santamaria, accorato parroco antimafia, fratello del giornalista Nanni (caratterialmente e umanamente agli antipodi rispetto a lui), che sarà uno dei pochi veri alleati di Cattani nella lotta contro Sante Cirinnà, gestisce una comunità per ragazzi tossicodipendenti che accoglierà Titti, nel tentativo di farla uscire dal tunnel della droga, ma senza successo. Presente nella prima miniserie.
- Pino Colizzi: Nanni Santamaria, giornalista e proprietario di una TV locale, Tele Sicilia Occidentale, fratello di don Manfredi (anche se caratterialmente e umanamente è il suo esatto opposto), strettamente legato alla mafia cittadina, avrà una breve relazione con Else Cattani, che causerà la separazione tra questa e Corrado. Presente nella prima miniserie.
- Massimo Bonetti: il vicecommissario Leo De Maria, ex allievo di Cattani, sarà un altro dei pochi alleati di Corrado nelle indagini contro Sante Cirinnà: verrà a conoscenza di elementi che potrebbero incastrare il narcotrafficante, ma verrà ucciso da un sicario di Cirinnà in un bar, in pieno giorno, prima di poterle rivelare a Cattani. Presente nella prima miniserie.
- Renato Cecchetto: il procuratore della Repubblica Achille Bordonaro, onesto e coraggioso, appoggerà da subito le indagini del commissario Cattani, sarà ucciso in un attentato mafioso in autostrada, dopo aver scoperto scottanti verità riguardanti l'insospettabile Sebastiano Cannito. Presente dalla prima alla seconda miniserie.
- François Périer: l'avvocato Terrasini, altro grande nemico di Cattani, ucciso in seguito da Salvo, il suo autista, su ordine di Tano Cariddi. Presente dalla prima alla terza miniserie (doppiato da Michele Gammino).
- Florinda Bolkan: l'infida e doppiogiochista contessa Olga Camastra, avrà una relazione con Cattani, che però finirà in malo modo a causa dell'appartenenza alla mafia della donna; verrà uccisa poi in carcere su ordine di Nuzzo Marciano e su consiglio del professor Ottavio Ramonte dopo che si era decisa a collaborare con la giudice Conti riguardo all'assassinio di Cattani. Presente dalla prima alla seconda e nella settima miniserie (doppiata da Vittoria Febbi).
- Jacques Dacqmine: Sebastiano Cannito, maestro di polizia e mentore di Cattani, uomo molto potente e insospettabile, si scoprirà essere in realtà corrotto e colluso con la Piovra; è membro della loggia massonica del professor Laudeo, che aspira a prendere il controllo del Paese, con l'alleanza di parti deviate delle istituzioni e della mafia; messo alle strette da Corrado, che da tempo indagava sul suo conto, si suiciderà nella sua villa. Presente dalla prima alla seconda miniserie (doppiato da Luciano De Ambrosis).
- Paul Guers: il professor Gianfranco Laudeo, presidente dell'associazione culturale Itala (in realtà una loggia massonica), assieme a Cannito elaborerà un piano, con la collaborazione di apparati statali deviati e di Cosa Nostra, per prendere il controllo del Paese, ma grazie alle indagini di Cattani, verrà arrestato; sarà poi ucciso su ordine dell'avvocato Terrasini in carcere, quando si era deciso di rivelarne molte delle trame. Presente dalla prima alla terza miniserie (doppiato da Riccardo Cucciolla).
- Sergio Fantoni: Ettore Ferretti, colonnello dei servizi segreti, braccio destro di Cannito che sta spiando da tempo (in quanto sa che è corrotto), convincerà Cattani a riprendere la lotta contro i sequestratori della figlia Paola, scoperto verrà ucciso su ordine dello stesso Cannito, venendo investito da una macchina mentre stava tornando a casa. Presente nella seconda miniserie.
- Victor Cavallo: Alvaro Maurilli, giornalista, verrà ucciso su ordine di Terrasini. Presente nella seconda miniserie.
- Giuliana De Sio: Giulia Antinari, onesta giornalista di una TV locale di Milano, è la rampolla di una ricchissima famiglia di banchieri milanesi, proprietaria dell'omonimo istituto di credito, con filiali in tutto il mondo. Diventa la nuova compagna di Cattani, anche se poi deciderà di lasciarlo per seguire gli affari di famiglia, abbandonando anche la carriera giornalistica. Presente nella terza miniserie, nella quarta si scopre che è morta annegata a seguito di un misterioso incidente al largo di Nassau, in circostanze che non saranno mai chiarite del tutto.
- Pierre Vaneck: Carlo Antinari, padre di Giulia, presidente della Banca Antinari, non condivide gli affari sporchi (tra cui il traffico d'armi e di uranio) in cui la sua banca è entrata, tramite il direttore generale Dino Alessi, per uscire da una crisi finanziaria, chiederà aiuto al padre Nicola, ma verrà poi ritrovato morto impiccato nella sua villa al mare, ucciso su ordine di Dino Alessi, presente nella terza miniserie (doppiato da Cesare Barbetti).
- Alain Cuny: Nicola Antinari, patriarca della famiglia e fondatore dell'istituto di credito omonimo, da molti anni in pensione, assistito dal fedele braccio destro Tano Cariddi, a cui ha fatto da mentore, dopo la morte del figlio Carlo, tornerà al comando della banca, uccidendo Dino Alessi (responsabile della morte del figlio) avallandone tutti gli affari sporchi e mettendosi in affari con la mafia, ma verrà scoperto da Corrado, muore suicida prima di essere arrestato dallo stesso, presente nella terza miniserie (doppiato da Giorgio Piazza).
- Marie Laforêt: Anna, moglie di Carlo e madre di Giulia e Greta, amante di Dino Alessi, braccio destro del marito, in seguito alla morte di Carlo si rifugerà con la figlia Greta nel convento dell'abate Lovani, dove però verrà uccisa insieme a Lovani su ordine dell'avvocato Terrasini, presente nella terza miniserie (doppiata da Maria Pia Di Meo).
- Adalberto Maria Merli: Dino Alessi, direttore generale della Banca Antinari, amante di Anna, per salvare l'istituto di credito dalla bancarotta non esita ad appoggiare gli affari sporchi di Cosa Nostra (tra cui il traffico internazionale d'armi e di uranio). Verrà ucciso da Tano Cariddi su ordine di Nicola Antinari. Presente nella terza miniserie.
- Alice Di Giuseppe: Greta Antinari, sorella minore di Giulia, è una bambina silenziosa e malinconica, a seguito di varie disgrazie, perderà tutta la sua famiglia (padre, madre, nonno e sorella maggiore) rimanendo così l'unica superstite degli Antinari: Tano cercherà di ottenerne l'affidamento per poter mettere mano sulla quota di maggioranza della Banca Antinari (che dopo la morte di Giulia è passata a lei), ma grazie all'intervento di Corrado, molto affezionato alla bambina, sarà invece affidata alla comunità di Frate Bernardo. Presente dalla terza alla quarta miniserie.
- Cyrus Elias: l'agente della D.E.A. Bert Di Donato, che convincerà Corrado a riprendere la sua lotta contro la piovra assieme alla sua squadra, coinvolgendolo nei segreti della Banca Antinari, coinvolta in più di un'operazione illecita, verrà ucciso su ordine dell'avvocato Terrasini assieme ai suoi agenti. Presente nella terza miniserie (doppiato da Renato Cortesi).
- Nicola Di Pinto: Biagio De Cristoforis detto Frate Bernardo, amico di Corrado Cattani, inizialmente vive nel monastero dell'abate Lovani, che sarà ucciso insieme ad Anna Antinari su ordine dell'avvocato Terrasini in seguito a un'imboscata proprio all'interno del suo convento, successivamente fonderà una comunità per bambini abbandonati a Milano, grazie alla quale riuscirà a salvare la piccola Greta Antinari dalle grinfie di Tano Cariddi. Presente dalla terza alla quarta miniserie.
- Marcello Tusco: Antonio De Pisis, detto U' Puparo e anche U' Papa, boss mafioso, capo della Cupola, da anni latitante in contatto con Tano Cariddi. U' Puparo è una via di mezzo tra Totò Riina e Tommaso Buscetta. Presente dalla terza alla quinta miniserie.
- Simona Cavallari: Ester Rasi, figlia di un uomo d'affari potente ma onesto, che a causa di ricatti da parte di Tano ed Espinosa, si suicida, cercherà vendetta nei confronti di Tano, con cui si era sposata per interesse; Tano s'innamorerà davvero di lei ma la donna (che invece è innamorata, non ricambiata, di Cattani) cercherà di portarlo alla rovina e alla fine verrà uccisa dal marito. Presente nella quarta miniserie (doppiata da Cristina Boraschi).
- Bruno Cremer: Antonio Espinosa, il faccendiere e collezionista dei segreti degli uomini dal potere occulto come il professor Gianfranco Laudeo, il barone Giovanni Linori e il professor Ottavio Ramonte. Verrà ucciso da Giacomo Carta, che vendicherà lo sterminio della famiglia Linori, che Espinosa aveva ordinato insieme ad Annibale Corvo. Presente dalla quarta alla sesta miniserie (doppiato da Ferruccio Amendola). Il personaggio è ispirato alla figura di Licio Gelli.
- Mario Adorf: Salvatore Frolo, detto Acidduzzu (Uccellino), ex affiliato e primo pentito di mafia, in cerca di vendetta per la moglie e la figlia uccise in un attentato mafioso molti anni prima. Sarà vittima di un'imboscata al seguito della quale rimane paralizzato. Con l'aiuto di Corrado e di Silvia scoprirà che sua figlia Paola in realtà è ancora viva. Il personaggio di Mario Adorf è ispirato alla figura Leonardo Vitale, il primo pentito assoluto di Cosa nostra. Presente nella quarta miniserie (doppiato da Vittorio Di Prima).
- Jean-Luc Bideau: Davide Faeti, giornalista che si era in passato occupato della vicenda di Salvatore Frolo ma che poi aveva abbandonato tutto dopo che la mafia uccise suo fratello, un magistrato, divenendo un semplice giornalista di moda; spinto da Cattani, si adopererà per giungere dopo tanti anni alla verità sul tragico agguato, morirà ucciso da un killer agli ordini del Puparo riuscendo però a consegnare a Corrado una flebile ma decisiva prova per rintracciare Paola, la figlia di Frolo. Presente nella quarta miniserie (doppiato da Michele Gammino).
- François Marthouret: Ernesto Conti, marito di Silvia, professore universitario di scienze naturali, da poco eletto senatore e membro della commissione parlamentare antimafia; si separa dalla moglie quando questa s'innamora di Cattani (anche se tra i due rimane un sentimento di profondo affetto e stima reciproca), sarà l'unico membro della commissione a sostenere le accuse di Cattani al corrotto senatore Salimbeni, sebbene non siano suffragate da prove; in seguito, tramite proprie indagini, riesce a venirne in possesso, ma verrà ucciso su ordine di O' Puparo che lo avvelenerà con il monossido di carbonio mentre si trova nel suo studio, prima che le possa consegnare a Corrado e Silvia. Presente nella quarta miniserie (doppiato da Sergio Di Stefano).
- Adriano Pappalardo: Santuzzo Salieri, spietato killer devoto solamente al Puparo che ucciderà vari uomini della squadra di Cattani, la moglie di Tindari e il giornalista Faeti. Non riferisce una sola parola in tutto il film, viene rappresentato come il classico bracciante che non dà molto valore al denaro, nonostante si faccia pagare lautamente per ogni commissione. Inizierà evidentemente a parlare dopo l'arresto e rassegnazione del Puparo. Presente in tutta la quarta miniserie.
- Vanessa Gravina: Lorella De Pisis, figlia del Puparo si scoprirà che in realtà altre non è che Paola Frolo, figlia di Acidduzzu. Presente dalla quarta alla quinta miniserie.
- Alberto Gimignani: Maurizio Trevi, agente di polizia molto abile col computer, sarà a fianco del commissario Cattani ed, in seguito alla morte di questo, della giudice Conti e di Davide Licata, considerato inizialmente giovane e inesperto dimostrerà invece più volte il suo coraggio e la sua abilità, conquistando la stima e la fiducia del commissario, della giudice e di Licata. Presente dalla quarta alla quinta miniserie.
- Luigi Di Fiore: Agente di polizia Quadri, altro fidato collaboratore di Cattani, della Conti e di Licata. Presente dalla quarta alla quinta miniserie (doppiato da Marco Mete nella quarta miniserie, mentre nella quinta l'attore recita invece con la propria voce).
- Tommaso Bianco: Agente di polizia Giugni, presta servizio alla Questura di Milano; inizialmente è uno dei membri della squadra di Cattani, in seguito al suo assassinio, collaborerà con la giudice Silvia Conti, muore ucciso dallo spietato killer Giacomo Carta, a pochi giorni dal suo pensionamento. Presente nella quarta e nella sesta miniserie.
- Luigi Diberti: il politico corrotto e poi affarista in contatto con la mafia Ettore Salimbeni, ucciso su ordine dello spietato boss Amilcare Attilio Brenno. Presente nella quarta e nella sesta miniserie
- Ray Lovelock: il poliziotto Simon Barth, amico fraterno di Davide, sarà lui a convincere Licata a tornare in Sicilia per indagare, assieme a lui, sulla famiglia del barone Giovanni Linori, colui che ordinò il massacro della sua squadra venti anni prima, ma sarà ucciso in uno scontro a fuoco poco dopo essere arrivato in Sicilia. Presente nella quinta miniserie.
- Delia Boccardo: Marta, ex moglie di Davide e madre di suo figlio Stefano, abbandonata dal marito in quanto costretto a fuggire perché braccato dalla mafia che lo vuole morto, si rifarà una vita accanto a un altro uomo, anche se continuerà a provare affetto nei confronti del suo ex compagno. Presente nella quinta miniserie.
- Stefano Dionisi: Stefano Pardi, figlio di Davide e Marta, cresciuto senza il padre (anche se lui non sa il perché questo abbia abbandonato lui e la madre), una volta scoperta la verità, lo perdonerà e sarà proprio lui, grazie alla sua abilità nella corsa, a sventare l'attentato alla stazione centrale di Palermo, ordito dal diabolico Espinosa. Presente nella quinta miniserie, nella sesta si scopre che si è trasferito negli Stati Uniti per sfuggire a eventuali vendette trasversali.
- Ana Torrent: Maria Cariddi Favignana, sorella minore di Tano da parte di padre, affetta da schizofrenia. Presente dalla quinta alla sesta miniserie, nell'ottava il personaggio di Maria appare da bambina (doppiata da Laura Boccanera).
- Luigi Pistilli: Giovanni Linori, a capo di una potente e feroce famiglia nobiliare legato a un loggia massonica (in cui Licata s'infiltrerà). Con Espinosa e altri, è uno dei maggiori responsabili dell'omicidio del commissario Corrado Cattani. Viene ucciso in un agguato dagli uomini di Annibale Corvo, altro esponente mafioso che vuole mettere le mani sull'azienda controllata dai Linori, la Sicilteknoplus. Presente nella quinta miniserie.
- Vanni Corbellini: Andrea Linori, rampollo della potente famiglia Linori, assisterà impotente allo sterminio di quasi tutti i suoi cari da parte della Cupola: il fratello maggiore Domenico (detto Mimmo), il padre Giovanni e il suo adorato figlioletto Giovanni (detto Ninni) di soli sette anni, inizierà a meditare vendetta ma morirà ammazzato da Tano Cariddi. Presente nella quinta miniserie.
- Agnese Nano: Gloria, moglie di Andrea, dopo la tragica morte di Ninni, cercherà in tutti i modi di convincere il marito a lasciare la Sicilia e a tornare negli Stati Uniti (dove vivevano da tempo), ma poi una volta compresa la natura criminale e vendicativa del marito, deciderà di ripartire da sola, nello stesso giorno il marito Andrea verrà assassinato, presente nella quinta miniserie (doppiata da Cristina Boraschi).
- Orso Maria Guerrini: il killer Giuseppe Giacomo Carta, uomo al servizio della famiglia Linori e in seguito del boss Lorenzo Ribeira. Responsabile dell'uccisione dell'agente Giugni e di Antonio Espinosa. Presente dalla quinta alla sesta miniserie.
- Riccardo Cucciolla: l'onorevole Riccardo Respighi, importante uomo politico, ritiratosi per evitare di essere travolto da uno scandalo; in realtà mira a riprendere il suo posto di potere, sfruttando l'alleanza con la mafia e con Espinosa. Presente nella quinta miniserie.
- Orazio Orlando: Annibale Corvo, imprenditore e al tempo stesso membro della mafia, vuole mettere le mani sull'azienda della famiglia Linori e per raggiungere il suo scopo non esiterà, con l'avallo della Cupola, a sterminare quasi tutta la dinastia. Ma, a seguito della morte del piccolo Ninni Linori (che Corvo voleva sequestrare per poter ricattare il padre) la mafia deciderà di ammazzarlo, uccidendolo durante il matrimonio di suo figlio con la figlia dell'onorevole Respighi. Presente nella quinta miniserie.
- Pierre Mondy: Don Amilcare Attilio Brenno, capomafia rozzo, di mentalità chiusa e arretrata e dai metodi scurrili, spietati e brutali, ritenuto da molti un macellaio (anche per il fatto che possiede un mattatoio), diviene il nuovo capo della Cupola dopo averne sterminato i vertici precedenti. Viene ucciso dal figlio, perché il ragazzo si accorge che è un uomo molto violento e a tratti sadico. Presente nella sesta miniserie (doppiato da Vittorio Di Prima).
- Xavier Deluc: Lorenzo Ribeira, un giovane boss di vecchio stampo. Rifiuta di usare i metodi degli altri boss e la droga, e ha una personalità tutta sua, cerca vendetta nei confronti di Brenno, che sterminò la madre e i suoi due fratelli quando era piccolo (lui si salvò nascondendosi sopra un albero), si suiciderà per sfuggire all'arresto della polizia. Presente nella sesta miniserie (doppiato da Francesco Prando).
- Corinne Dacla: Martina Ferrari, giovane avvocatessa intraprendente e idealista, si ritroverà senza volerlo in mezzo alla faida che vede contrapposti da un lato lo spietato Don Amilcare Attilio Brenno e dall'altro Lorenzo Ribeira (con cui allaccerà una relazione). Presente nella sesta miniserie (doppiata da Cristina Boraschi).
- Ennio Fantastichini: Saverio Bronta, facente parte del commando di killer che assassinarono il commissario Cattani, viene quasi ucciso dagli stessi che lo avevano assoldato e costretto a rifugiarsi per molti anni in Russia, inizierà a cercare vendetta nei confronti di chi lo aveva tradito. Presente nella settima miniserie.
- Lorenza Indovina: Chiara, moglie remissiva di Saverio nonché sua fedele compagna di sventura, inizia a collaborare con la giudice Silvia Conti, raccontandole i trascorsi del marito. Presente nella settima miniserie.
- Stephan Danailov: Nazzareno Don Nuzzo Marciano, boss mafioso che aveva fatto parte del manipolo che assassinò Cattani, si allea con il suo vecchio amico Saverio Bronta, per divenire il nuovo capo della Cupola mafiosa. Presente nella settima miniserie (doppiato da Alessandro Rossi).
- Romina Mondello: Sara Granchio, figlia di Rosario Granchio (un altro dei killer appartenente al commando che uccise Cattani), che dopo la morte del padre e del fidanzato cerca vendetta nei confronti di Don Nuzzo Marciano (che li ha assassinati), uccidendogli l'amante e involontariamente il figlio, in seguito assieme al fratello Biagio si unirà a un gruppo di Stiddari, poi sterminati da Don Nuzzo; arrestata dalla polizia, inizierà a collaborare ma poi, presa dai rimorsi, decide di suicidarsi gettandosi da una finestra del commissariato. Presente nella settima miniserie (doppiata da Ilaria Stagni).
- Francesco Benigno: Biagio Granchio, fratello di Sara, a capo di un gruppo di giovani Stiddari che si ribellano a Marciano, muore ucciso per ordine dello stesso. Presente nella settima miniserie.
- Gedeon Burkhard: Daniele Rannisi, figliastro di Olga Camastra, reporter antimafia, gira per la città su di un furgone da cui trasmette la sua radio pirata, Radio Tam Tam, dove denuncia i misfatti della mafia locale. Presente nella settima miniserie, il personaggio è chiaramente ispirato a Peppino Impastato (la cui storia era, all'epoca, ancora sconosciuta al grande pubblico[1]), noto per la sua attività della propria emittente radiofonica, Radio Aut , dalla quale denunciava pubblicamente la mafia locale e i suoi misfatti. (doppiato da Massimo De Ambrosis).
- Natasha Hovey: Tiziana Breda, moglie di Gianni, dal quale è separata, tossicodipendente residente in una comunità, vorrebbe riconciliarsi con lui; proprio come Else, muore uccisa in un attentato mafioso avente come bersaglio il marito. Presente nella settima miniserie (doppiata da Cristina Boraschi).
- Sergio Fiorentini: Michele Orione, procuratore di Trapani, colluso con la mafia, ostacolerà in ogni modo le indagini della giudice Conti, salvo poi pentirsi e collaborare con lei. Presente nella settima miniserie.
- Rolf Hoppe: Il professor Ottavio Ramonte, il capo di una loggia massonica dal nome Extrema Thule Nostra Salus, alleata di Cosa Nostra nonché mandante dell'omicidio di Corrado Cattani, è il custode dell'archivio parallelo sulla storia d'Italia degli ultimi 40 anni; finirà in prigione grazie alle indagini di Silvia Conti, venendo condannato all'ergastolo nel processo di primo grado, non prima però di aver consegnato il suo prezioso archivio nelle mani di Tano Cariddi; in seguito, dopo essere stato assolto nel processo d'appello, tenterà di riprendersi il potere perduto, usando i vecchi e sanguinari metodi della Piovra, ma Tano Cariddi, giudicandoli ormai superati e controproducenti, decide di sbarazzarsi dell'uomo, avvelenandolo lentamente con piccole dosi di arsenico fino a portarlo alla morte. Presente nella settima e nella decima miniserie (doppiato da Dario Penne nella settima miniserie e da Sergio Fiorentini nella decima miniserie). Ispirato al personaggio di Giulio Andreotti.
- Anja Kling: Barbara Greenberg, americana, giovane moglie del barone siciliano Francesco Altamura, colluso con la mafia, che lascia per iniziare una relazione con Carlo Arcuti, creando scandalo; dopo essere stata ricoverata in una clinica psichiatrica, tornerà a vivere assieme al marito, che però convive adesso con un'altra donna, la cugina Augusta; rientra dunque in contatto con Carlo Arcuti, iniziando a spiare il marito per suo conto, inscenando anche un finto riavvicinamento; scoperta dal marito, verrà narcotizzata da lui e dall'amante Augusta che tenteranno poi di ucciderla, gettandola da un burrone, ma verrà salvata da Turi Mondello (innamorato della donna) che ucciderà il marito e l'amante e rapirà Barbara con lo scopo di farne in seguito la sua donna. Presente dall'ottava alla nona miniserie (doppiata da Claudia Catani).
- Fabrizio Contri: Francesco Altamura, barone siciliano legato alla mafia, che gli rapirà il figlio Paul, in seguito diventerà il banchiere di Cosa Nostra per il nascente traffico d'eroina, furioso per il tradimento della moglie Barbara con Carlo Arcuti, si legherà a un'altra donna, Augusta, sua cugina, ma poi si riavvicinerà alla moglie, ma poi quando scoprirà che la donna lo sta spiando proprio per conto di Arcuti tenterà di ucciderla, narcotizzandola e buttandola giù da un burrone con una macchina, con la complicità di Augusta, ma i due moriranno uccisi da Turi Mondello, che salverà Barbara. Presente dall'ottava alla nona miniserie.
- Luca Zingaretti: Pietro Favignana, padre biologico di Tano Cariddi e Maria. Un boss senza scrupoli, pronto a tutto per raggiungere i suoi scopi, verrà ucciso dalla moglie Rosaria spinto dal figlio del boss Tano, che vendicheranno così rispettivamente la propria madre e il proprio padre, uccisi da lui. Presente nell'ottava miniserie.
- Mietta: Rosaria Albanese in Favignana, figlia del boss Calogero Albanese, moglie di Pietro e madre di Maria, ucciderà, assieme a Tano, il marito Pietro quando scoprirà che era stato lui ad ammazzare il padre. Presente nell'ottava miniserie.
- Laura Marinoni: Augusta Altamura, cugina di Francesco, ne diventa l'amante per poi essere messa da parte quando l'uomo si riavvicina alla moglie Barbara, sarà lei a rivelare a Francesco il doppio gioco della moglie, convincendolo a sbarazzarsi della donna, ma verrà uccisa lei al suo posto, assieme a Francesco, da Turi Mondello. Presente nella nona miniserie.
- Renato Mori interpreta due ruoli distinti nel corso della saga:
  - Giuseppe Altero, vice commissario di polizia, amico e braccio destro di Cattani, ucciso in un attentato mafioso, dalla prima alla seconda miniserie.
  - Don Calogero Albanese, il boss mafioso dell'Onorata Società, padre di Rosaria, ucciso dal braccio destro Pietro Favignana che mira a prenderne il suo posto e a sposarne la figlia, nell'ottava miniserie.
- Martin Balsam interpreta anch'esso due ruoli distinti all'interno della saga:
  - Frank Carrisi, boss mafioso italo-americano, alleato di Terrasini, nella seconda miniserie.
  - Calogero Barretta, uno dei componenti della Cupola mafiosa siciliana, arrestato da Silvia Conti a New York, dopo le rivelazioni del Puparo, nella quinta miniserie.

In entrambi i casi l'attore è stato doppiato da Pino Locchi.
- Giampaolo Saccarola anch'esso presente in due diverse miniserie della saga con ruoli diversi:
  - Un avvocato, nella prima miniserie.
  - Salvo De Pisis, fratello del Puparo, che vorrebbe eliminare, in accordo con la Cupola, nella quarta miniserie. Ma il Puparo scopre tutto, e sarà proprio Salvo ad essere freddato dal fidato killer Santuzzo.
- Tony Sperandeo interpreta tre ruoli distinti nel corso della saga:
  - segretario dell'avvocato Terrasini, nella seconda miniserie.
  - Santino Rocchi, killer della mafia ma con una coscienza agli ordini dello spietato boss Don Amilcare Attilio Brenno, nella sesta miniserie.
  - Turi Mondello, picciotto mafioso dell'Onorata Società di Don Albanese che mira a diventarne uno dei capi (innamorato di Barbara Greenberg), dall'ottava alla nona miniserie.
- Gilberto Idonea interpreta due ruoli distinti:
  - Biagio Silla, assessore colluso con la mafia da cui viene ucciso, nell'ottava miniserie.
  - Edoardo Rittone, avvocato colluso con la mafia, la loggia massonica Extrema Thule Nostra Salus e con Tano Cariddi, nella decima miniserie.